# Pays-d'Enhaut
Het district Pays-d'Enhaut (Frans: District de Pays-d'Enhaut, Duits: Bezirk Pays-d'Enhaut) is een voormalige administratieve eenheid binnen het kanton Vaud. De hoofdplaats is Château-d'Œx. Het district is in de cirkels (Frans: Cercle) Château-d'Œx en Rougemont opgesplitst. In 2008 tijdens de districtelijke herindelingen is het district opgeheven en is opgegaan in het nieuwe district Riviera-Pays-d'Enhaut.
Het district bestaat uit drie gemeenten, heeft een oppervlakte van 185,66 km² en heeft 4537 inwoners (eind 2006).
| Château-d'Œx | 3139 | 113,76 |

| Rossinière | 506 | 23,34 |
| Rougemont  | 892 | 48,56 |

Aigle · Broye-Vully · Gros-de-Vaud · Jura-Nord vaudois · Lausanne · Lavaux-Oron · Morges · Nyon · Ouest lausannois · Riviera-Pays-d'Enhaut

Voormalige districten: Aubonne · Avenches · Cossonay · Echallens · Grandson · La Vallée · Lavaux · Moudon · Orbe · Oron · Payerne · Pays-d'Enhaut · Rolle · Vevey · Yverdon